# Matt Heafy
Matthew Kiichi „Matt” Heafy (ur. 26 stycznia 1986 w Iwakuni) – amerykański muzyk, kompozytor, instrumentalista i wokalista, pochodzenia japońskiego.
Główny kompozytor, autor tekstów oraz lider grupy muzycznej Trivium. Został również członkiem formacji Capharnaum. Przez pewien czas występował w blackmetalowym zespole Mindscar.

## Dyskografia
- Capharnaum – Fractured (2004)
- Roadrunner United – The All-Star Sessions (2005)
- Metal Allegiance – Metal Allegiance (2015, gościnnie)[2]
- Caliban – Ghost Empire (2014, gościnnie)

## Instrumentarium
| Gitary - Gibson Custom shop 7 String Explorer - Gibson Les Paul Custom Black Beauty - Gibson Explorer White - Gibson SJ-300 Rosewood Acoustic - Gibson Les Paul Supreme - Gibson Voodoo X-Plorer - Washburn Stealth - Hohner Headless Guitar - Ovation Celebrity Acoustic Electric - Ibanez RG7621 - Dean Matt Heafy Signature MKF - Dean Timecapsule MLF - Dean Custom White Razorback - Dean Trans Black ML - Dean Razorback V - Dean MKH Prototype 7 String - Dean Razorback 7 String Import - Dean Hardtail - Ernie Ball/Music Man John Petrucci 7 String - Dean Dimebag Rust Tribute Razorback - Epiphone Les Paul Matt Heafy 7-string - Epiphone Les Paul Matt Heafy 6-string Struny, kostki i akcesoria - Dunlop Jazz III Picks - Dunlop Gator Grip Picks - Dunlop .09 -.50 Strings - Dunlop Straplocks - Dunlop Straps |  | Wzmacniacze i kolumny głośnikowe - Marshall JVM210H Amp - Peavey 6505+ Amp - Marshall JCM900 1960BV Cab - Mesa Boogie Roadster Cab - Mesa Boogie Rectifier Cab - Marshall JCM2000 DSL Cab - Peavey Triple XXX Amp - Peavey 5150 - Fractal Axe-FX Ultra - Kemper Profiling Amp Efekty gitarowe - MXR GT-OD OVERDRIVE - Furman PL-Pro Rack Power - MXR Phase 90 EVH - MXR 10 band EQ - Dunlop Dimebag Crybaby From Hell Wah Pedal - Maxon OD808 Pedal - Korg DTR1000 Tuners - Futuresonics In Ear Monitors - Boss DD-3 Delay - MXR Smart Gate Pedal - Boss NS-2 Noise Gate - ISP Decimator Noisegate Przetworniki - EMG 81/85 w gitarach 6-strunowych - EMG 81-7/707 w gitarach 7-strunowych |

## Nagrody i wyróżnienia
| Rok  | Kategoria  | Tytułem    | Nagroda                         | Nota | Źródło |
| ---- | ---------- | ---------- | ------------------------------- | ---- | ------ |
| 2006 | Golden God | Matt Heafy | Metal Hammer Golden Gods Awards | Laur | [ 4 ]  |